# Rommelshausen
Rommelshausen ist seit dem 20. September 1975 ein Teilort der Gemeinde Kernen im Remstal im Rems-Murr-Kreis.

## Geschichte

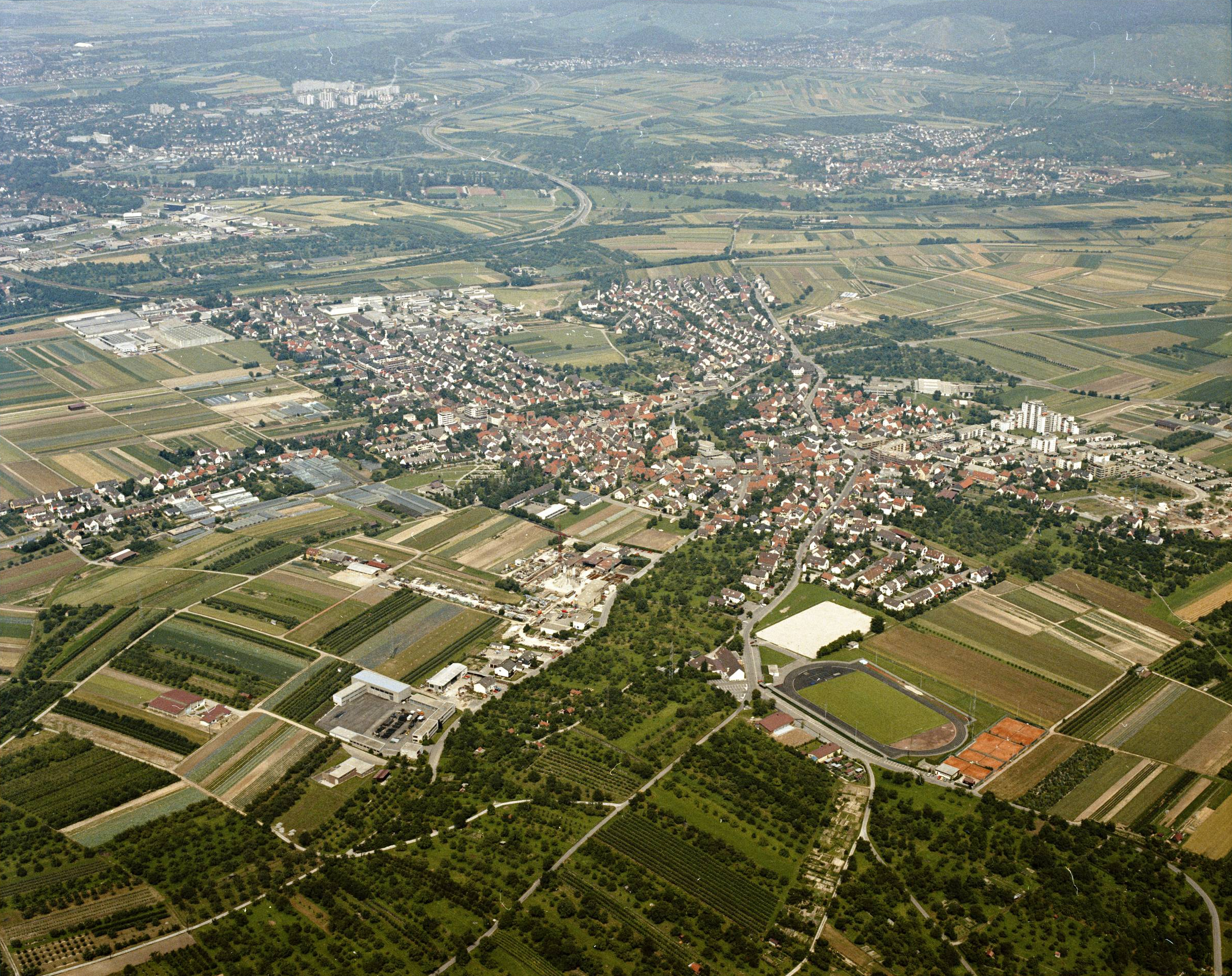
Luftbild von Rommelshausen (1983)

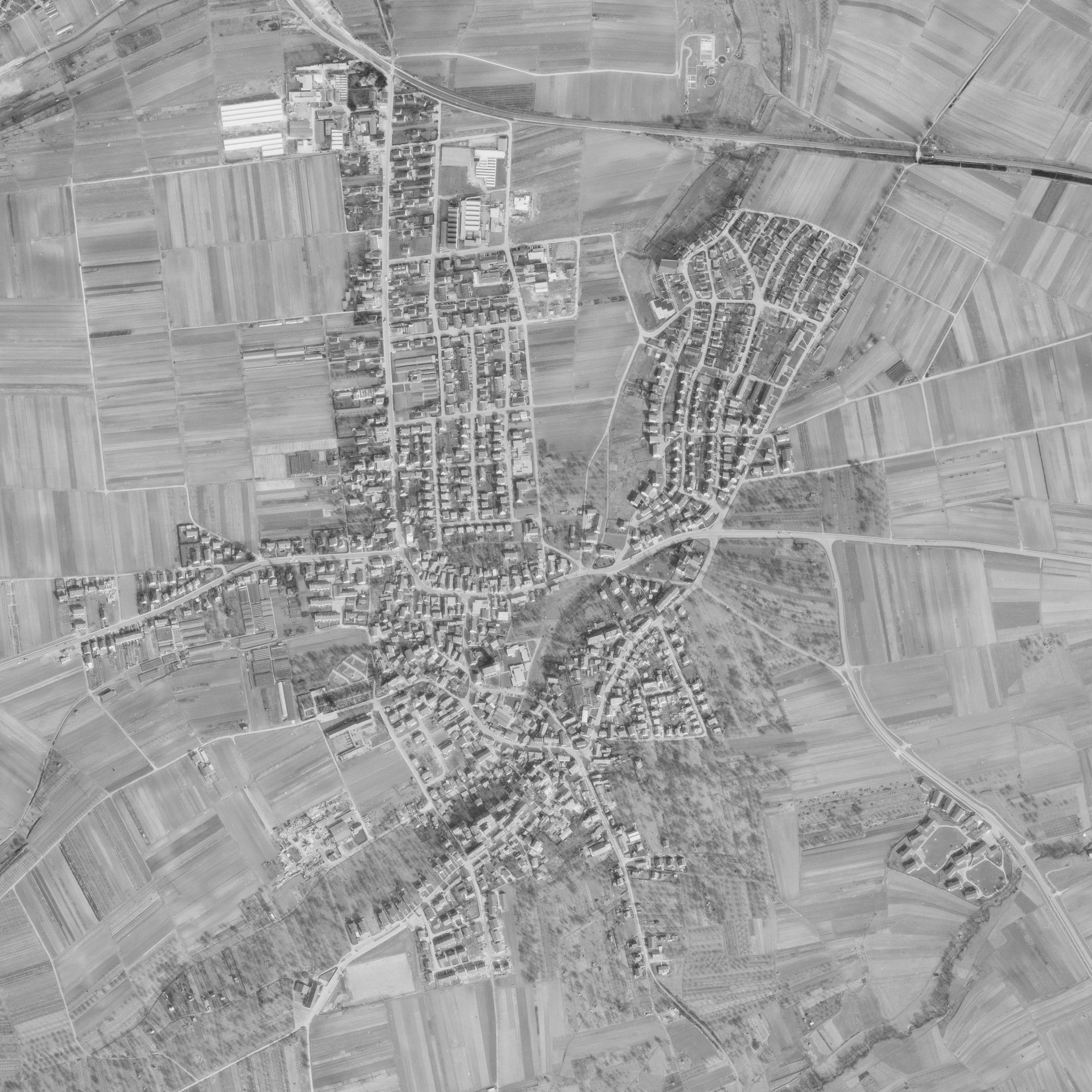
Orthofoto von 1968

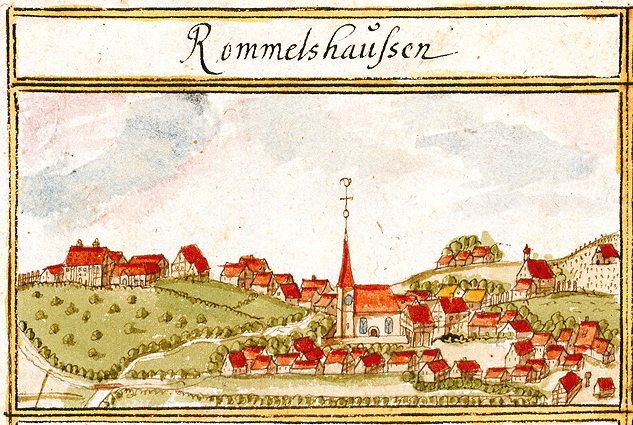
Ansicht von Rommelshausen im Jahr 1685, Kiesersche Forstkarte

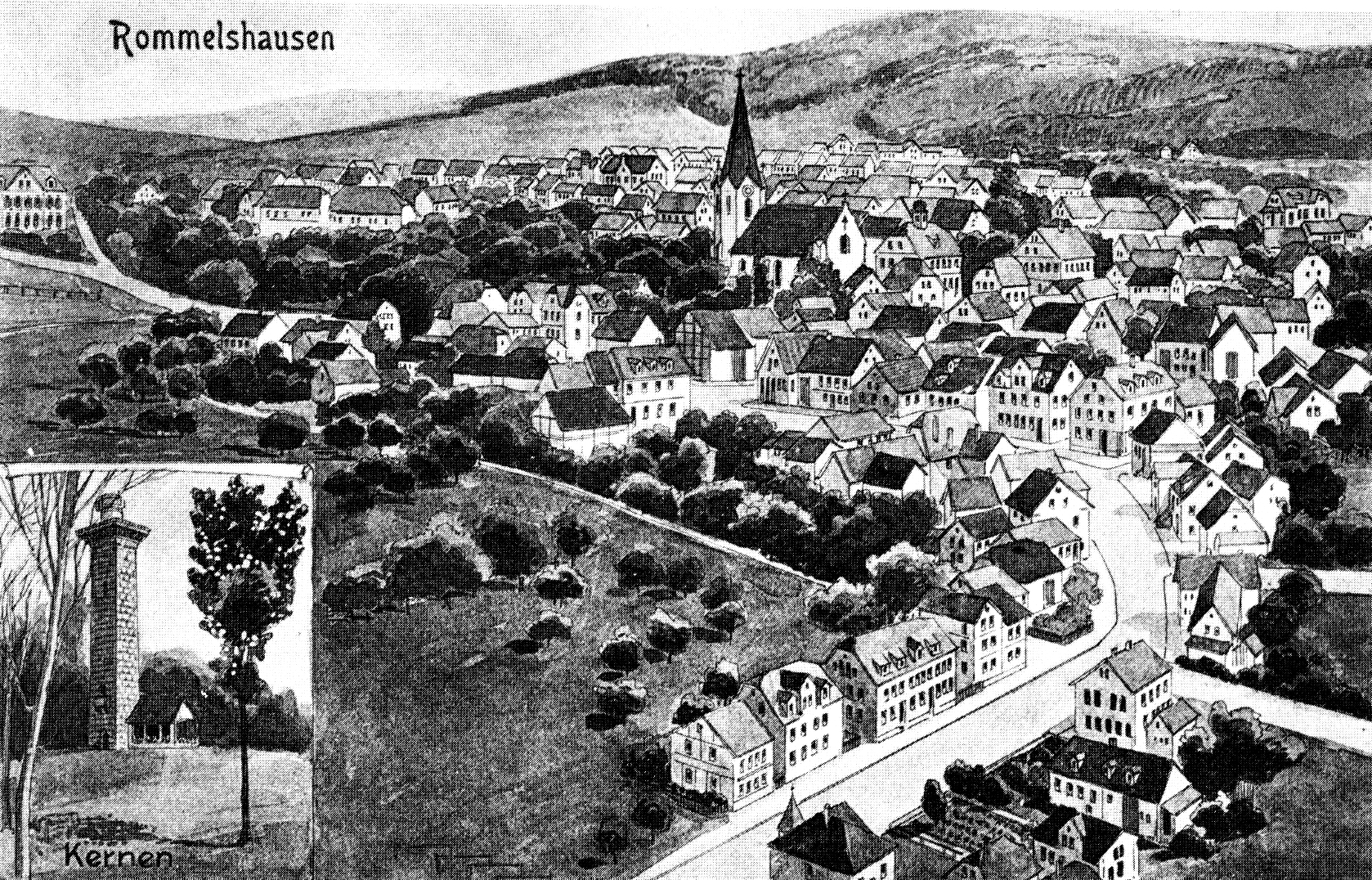
Postkarte von 1910

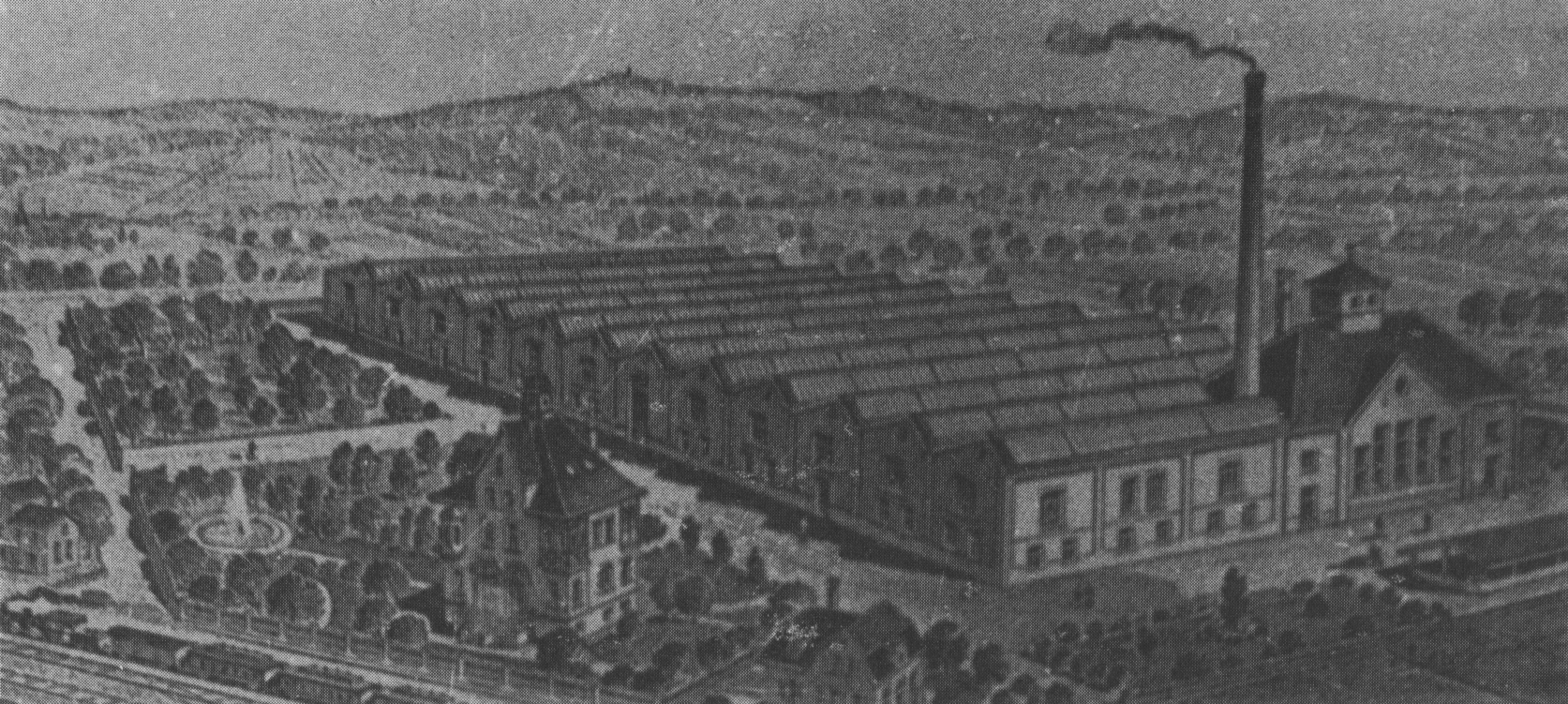
Firma Willy Rüsch im Jahre 1910

Einwohnerentwicklung von Rommelshausen

Die ältesten Besiedelungsspuren auf Rommelshauser Gemarkung stammen aus der Römerzeit. 1971 wurde von W. D. Forster und M. A. Benzin der römische Gutshof ausgegraben. Der Gesamthof umfasste ca. 70 Ar, das Hauptgebäude war ca. 21 m × 13 m groß. Auf Grund von Münzfunden wird sein Entstehen auf die Zeit zwischen ungefähr 180 und 235 n. Chr. geschätzt.
Zwischen 650 und 750 n. Chr. wurde die erste Siedlung von Alamannen gegründet, Indiz hierfür sind etliche Alamannengräber. Von diesen ersten Siedlern kann Rommelshausen auch seinen Namen bekommen haben. Möglicherweise wurde die Siedlung nach dem Anführer der Siedler benannt, der Rumold geheißen haben könnte – Zeugnisse hierfür gibt es allerdings nicht.
Die erste urkundliche Erwähnung Rumoldeshusen stammt aus dem Jahr 1146. In einer Schenkungsurkunde, in der dem Kloster Oberzell der Erwerb eines Eigenguts durch den römisch-deutschen König Konrad III. bescheinigt wird, ist auch ein Wortwin de Rumoldeshusen als Zeuge genannt. Wer dieser Wortwin de Rumoldeshusen war, ist nicht bekannt. Da als weitere Zeugen Graf Ludwig von Württemberg und die Herren von Plochingen aus der Umgebung genannt werden, liegt die Vermutung nahe, dass er zum Umfeld des Grafen gehörte und dort eine gehobene Stellung hatte. Ältere Einwohner kennen noch die Sage von einer Burg in Rommelshausen, von der allerdings keine Überreste erhalten sind.
Neben diesem Namen tauchen die Bezeichnungen Rummeltzhausen, Rumelshusen und Rommeltzhausen für den Ort auf. Erstmals 1686 wird in einer Urkunde der Name Rommelshausen genannt:
| Jahr | Urkundliche Form |      | Jahr           | Urkundliche Form |
| 1146 | Rumoldeshusen    | 1613 | Rumelzhausen   |                  |
| 1179 | Rummeltzhausen   | 1613 | Rommeltshausen |                  |
| 1273 | Rumolshusen      | 1668 | Rommeltzhausen |                  |
| 1477 | Rumelshusen      | 1668 | Romelzhausen   |                  |
| 1508 | Rumelshusen      | 1673 | Rumelshausen   |                  |
| 1558 | Rumelshausen     | 1686 | Rommelshausen  |                  |
| 1595 | Rummelshausen    | 1718 | Rommelshausen  |                  |

Zwischen 1293 und 1300 gehörte Rommelshausen zum Herrschaftsgebiet der Herzöge von Teck. Im Jahr 1300 wurde das Gebiet von Rommelshausen an die Grafen von Württemberg verkauft und somit zu einem Bestandteil Altwürttembergs.
Die örtliche Adelsfamilie verließ schon früh das Dorf und ist seit dem 14. Jahrhundert unter dem Namen Burgermeister in Esslingen nachweisbar, ähnlich wie die Familie Rommel, die auch Teil des Ortsadels war und sich in Neuhausen auf den Fildern bei Esslingen niederließ. Der Ort blieb ein einfaches Bauerndorf mit mehreren Höfen. 
1449/1450 wurde Rommelshausen im Ersten Markgrafenkrieg durch Esslinger Söldner zerstört. 1514/1515 wurde Rommelshausen mit höheren Abgaben belastet, was im Aufstand des Armen Konrads endete. 1525 bestand der Ort dann bereits schon aus 14 Lehenhöfen.
1631 wurde Rommelshausen als Winterquartier des Kaiserlichen Heers genutzt und musste 3625 Gulden als Kriegskontribution abgeben. Im Dreißigjährigen Krieg fanden 1634 Plünderungen des Dorfs statt. Im Jahr 1796 marschierten Truppen der französischen Revolutionsarmee durch den Ort, plünderten und vandalierten.
1891 wurde die Haltestelle Rommelshausen der 1861 eröffneten Bahnstrecke Bad Cannstatt–Wasseralfingen eingerichtet. Im Zuge der Industrialisierung entstanden zahlreiche Fabriken in Rommelshausen. Als eines der ersten Unternehmen ließ sich 1906 der Katheter-Hersteller Rüsch in Rommelshausen nieder. Um 1960 beschäftigte dieses Unternehmen rund 900 Personen und war damit der größte Arbeitgeber im Ort; 1989 wurde es Teil von Teleflex. Anfang des 20. Jahrhunderts folgte der Anschluss an die Wasserversorgung (1907), das Telefonnetz (1907) und das Stromnetz (1910).
Rommelshausen war dem Oberamt Cannstatt zugeordnet und kam 1923 zum Oberamt Waiblingen, 1938 zum Landkreis Waiblingen und 1973 wie Stetten zum Rems-Murr-Kreis.
Im Zweiten Weltkrieg wurden auf Rommelshausen in der Nacht vom 1. zum 2. März 1944 über 1000 Brand- und Phosphorbomben abgeworfen, vorwiegend im Bereich der Eisenbahn und Industrie. Rommelshausen wurde von 21. April bis 1. Mai 1945 besetzt.

## Wirtschaft

### Weinbau
Im Gegensatz zu Stetten spielt der Weinbau nur eine untergeordnete Rolle.

#### Keltern
Rommelshausen besaß im Laufe der Jahre zwei Keltern.
- Die Alte Kelter in Rommelshausen (1582 erbaut, mittlerweile als Veranstaltungsgebäude genutzt ⊙)
- Die Neue Hardtkelter in Rommelshausen (1709 erbaut, 1870 abgerissen)

## Politik

### Ehemalige Bürgermeister
Die ehemaligen Bürgermeister vor der Gemeindereform:
- 1890–1907: Friedrich Karl Volk (Schultheiß)
- 1907–1937: Wilhelm Eitel
- 1937–1945: Paul Käßer
- 1945: Karl Benz
- 1945–1948: Karl Mangold
- 1948–1964: Paul Käßer
- 1964–1975: Günter Haußmann

## Trivia
Der Name Rommelshausen wird in der Gegend oft zu Rom abgekürzt, die Einwohner als Römer bezeichnet. Das hat einen humoristischen Anklang, denn es lautet dann gleich wie die viel größere italienische Hauptstadt Rom.